# 田原親貫
田原 親貫（たばる ちかつら）は、戦国時代から安土桃山時代にかけての武将。豊後国大友氏庶流・田原氏当主。大友氏の家臣。

## 生涯
父は豊前長野氏の一族か長野助盛と伝わる。大友氏の家臣・田原親宏の婿養子となって田原氏を継いだ。
天正6年（1578年）、同族の田原親賢（後の紹忍）とともに日向国への遠征に参加するも同年の耳川の戦いで敗北を喫し、退却した。
天正7年（1579年）9月に養父の親宏が死去すると、同年末に大友家に対して謀反を起こした。その原因として田原紹忍が主君・大友宗麟から寵愛を受け、家中での勢力を拡大させていたことが大きな理由であった。宗麟は、親宏から没収した国東・安岐の所領を親宏に返還した際に、田原紹忍と謀って、子の大友親家を田原宗家に送り込み、親宏の跡目を相続させようと画策した。親宏はこれに結論を出す前に病死し、その死後にこの策謀を知った親貫が謀反に至ったとされる。
親貫は軍船を率いて、府内襲撃を行ったが、嵐のために府内に上陸することができず、引き上げた。その直後に田北紹鉄も謀反を起こし、両者の軍勢が府内に襲来した場合、大友氏の敗北は疑いなしとされ、府内は大騒ぎとなった。このため宗麟も調停を行うべく嫡男の大友義統に和平工作を命じたが、不首尾に終わった。親貫は引き続き、大友氏との対決を続け、安岐城と鞍懸城を中心に大友軍を迎撃する作戦に出た。拠点を鞍懸城に据えたのは、出身である筑後の秋月氏や豊前の長野氏、安芸の毛利氏の支援を得る目算があったためである。
この頃、大友氏家中でも当主・義統の指導力に不安を覚えた重臣・立花道雪らが、義統の引退とその側近の追放、宗麟の復帰を訴えた。これに対し宗麟は義統の引退は認めず、宗麟が義統の後見を行うことで意見がまとまり、ようやく親貫の謀反に対処することになった。大友軍は宗麟が指揮を取り、2月に大友親家に柴田礼能を付けて雄渡牟礼城に入れ、義統を速見郡へ出動させた。自らは日出荘辻間に出陣して、全軍の指揮を取った。天正8年（1580年）7月には安岐城への攻撃が開始される。大友義統・親家軍は城を攻めるも激しい抵抗を受け、攻略は難航する。また、安岐城には海路での補給が行われており、これを封じるために同年8月、宗麟は村上水軍に救援を求めた。
これに対して親貫は、重臣・如法寺親並に命じて、安芸国の毛利輝元と小早川隆景に救援を求めた。毛利氏の救援が決定したことに及び、交渉の成功させた如法寺親並父子に田原を称することをした。
ところが、同年8月末頃、安岐に上陸しようとした毛利の軍船は、若林鎮興の率いる大友水軍の攻撃によって撃退された。また、同年9月に安岐城が落城し、豊前国国人衆城井氏や長野氏は鞍懸城に救援に向かうも、田原親賢、佐田鎮興らの軍によって敗北。孤立無援となった鞍掛城も、10月、大友軍の総攻撃によって落城した。秋月種実も豊後国への援軍を派遣したが、鞍懸城陥落の報を聞き、撤退した。
親貫の最期については、鞍懸城落城とともに自害、秋月種実を頼って逃亡、逃亡の途中に宇佐郡の時枝氏によって殺害（「大友家文書録」）など諸説ある。実際に大友義統も親貫の死を確認できておらず、親貫が逃亡したと見て捜索を命じている。
親貫はこの時10代後半であったと推測され、この謀反は親貫本人だけではなく、田原宗家全体の意向であったと思われる。親貫の妻もこの謀反の最中、鞍懸城で病死したという。
この戦いの結果、田原宗家には大友親家が入り、田原親家と称することとなる。

## 参考資料
- 外山幹夫『大友宗麟』（昭和50年（1975年）、吉川弘文館。ISBN 978-4642051392）
- 『戦国人名事典』新人物往来社